# SGDC-1
O SGDC-1 (Satélite Geoestacionário de Defesa e Comunicações Estratégicas 1) é um satélite de comunicação geoestacionário brasileiro que foi construído pela Thales Alenia Space. Ele está localizado na posição orbital de 75 graus de longitude oeste e é operado pela Telebrás. O satélite foi baseado na plataforma Spacebus-4000 e sua expectativa de vida útil é de 18 anos.

## Objetivo
O SGDC-1 foi projetado para fornecer mais segurança às comunicações estratégicas do governo e às comunicações militares, pois seu controle é realizado no Brasil em estações localizadas em áreas militares, sob a coordenação da Telebrás e do Ministério da Defesa.
A aquisição de um satélite próprio para as comunicações civis e militares, segundo o governo brasileiro é uma decisão estratégica e necessária para garantir a soberania do país. Atualmente, os satélites que prestam serviço no Brasil, ou são controlados por estações que estão fora do país ou possuem o controle de atitude nas mãos de empresas com capital estrangeiro. Em qualquer dos casos há prováveis riscos de acontecer interrupções nos serviços em uma situação de conflito internacional ou decorrente de outros interesses políticos ou econômicos.
A Visiona é a empresa responsável pela integração do sistema SGDC. O satélite vai aumentar a oferta de acesso à banda larga nas regiões mais remotas do Brasil, através do Programa Nacional de Banda Larga (PNBL), e garantir a soberania do Brasil nas comunicações das Forças Armadas.
A construção do satélite foi estratégica para garantir a soberania do Brasil nas comunicações governamentais e também para assegurar o fornecimento de internet banda larga aos municípios distantes e isolados dos grandes centros do país, aonde não chega à rede terrestre de fibra óptica. Atualmente, existem mais de dois mil municípios brasileiros com difíceis condições ao acesso da rede de fibra óptica terrestre.

## História
A Telebrás e a Visiona Tecnologia Espacial assinaram em 28 de novembro de 2013, um contrato para desenvolver o projeto do satélite SGDC-1, cujo valor foi de R$ 1,3 bilhão e que inicialmente previa a entrega do sistema no final do ano de 2016.
A partir da formalização do contrato, a etapa seguinte do projeto foi a Visiona contratar os fornecedores para iniciar às atividades do desenvolvimento e integração do sistema.
Após 12 meses em processo de seleção, a Visiona no dia 12 de dezembro de 2013 assinou os contratos com as empresas Thales Alenia Space (TAS) e Arianespace, que concordaram em fornecer, respectivamente, o satélite e seu lançamento à órbita. No contrato com a fornecedora do satélite também está previsto a transferência de tecnologia para empresas brasileiras, através da coordenação da Agência Espacial Brasileira (AEB).
A contratação dos fornecedores pela Visiona foi concretizada após duas semanas depois da assinatura do contrato com a Telebrás, cliente final do sistema SGDC.
O SGDC-1 foi colocado na posição orbital de 75 graus de longitude oeste. A dispensa de licitação foi aprovada no dia 5 de setembro de 2013, pela Anatel.

### Lançamento
O satélite foi lançado com sucesso ao espaço no dia 4 de maio de 2017, às 21h52 UTC, por meio de um veículo Ariane 5 ECA da empresa francesa Arianespace, lançado a partir do Centro Espacial de Kourou, na Guiana Francesa, juntamente com o satélite Koreasat 7. Ele tinha uma massa de lançamento de 5 735 kg.

### Leilão de capacidade
Em julho de 2017 a Telebras publicou o primeiro edital de leilão da capacidade do SGDC no qual disponibilizou 57% da capacidade total disponível para uso civil. Essa capacidade foi dividida em dois lotes, um com 21 Gbps e o outro com 12 Gbps de capacidade, e a entrega dos envelopes com as propostas foi marcada para 28 de agosto de 2017.

## Capacidade e cobertura
O SGDC-1 está equipado com 50 transponders em banda Ka e 5 em banda X para fornecer internet banda larga e comunicações para o governo brasileiro e às Forças Armadas.
Enquanto que o uso militar ocorre conforme planejado, o satélite permanece subutilizado nas aplicações civis, envolvendo a Telebrás.